# Pemuteran
Pemuteran ist ein Dorf im Nordwesten der indonesischen Insel Bali. Weitgehend von den Auswirkungen des Tourismus verschont, hat das Dorf bisher seinen ursprünglichen Charakter – wie einige andere Orte der Insel – erhalten. 

## Lage und Bevölkerung
Der Ort liegt etwa 3½ Autostunden von der Hauptstadt Denpasar entfernt. Die Bevölkerung besteht zu rund 65 Prozent der Hindus, 30 Prozent Muslime und 5 Prozent Christen. Prägend ist der Hinduismus, der das harmonische Miteinander fördert. 
Die touristische Entwicklung steckt noch in den Kinderschuhen. Der Ort hat einen breiten Sandstrand, der flach ins Wasser abfällt. Am östlichen Ortsrand beginnt ein natürliches Riff mit hellem Sandstrand, das in ein künstliches Riff im Westen, dessen Strand aus dunklem Vulkansand besteht, übergeht.

## Künstliches Riff
Das künstliche Riff ist mit rund zwei Hektar das weltweit größte Projekt und wurde von der Global Coral Reef Alliance initiiert. Es besteht aus verschiedenen Konstruktionen, die aus unterschiedlichem Material hergestellt wurden. Durch die Biorock-Stahlkäfige wird Strom in einer geringen Stärke geleitet. Damit wird das Wachstum der Korallen um ein Vielfaches erhöht. 
Das Riff dient als Zufluchtstätte für Krokodilsfische, Skorpionfische, Clownfische, Nacktschnecken und Plattwürmer, Rotfeuerfische, bunte Federsterne und zum Beispiel auch für Einsiedlerkrebse, deren Schneckengehäuse mit Anemonen bewachsen sind.